# Hermandad de la Salud (Cáceres)
La Franciscana Hermandad Penitencial y Cofradía de Nazarenos de Nuestro Padre Jesús de la Salud en su Injusta Sentencia, María Santísima de la Estrella y Seráfico Padre San Francisco de Asís es una cofradía católica de la ciudad española de Cáceres. Su sede canónica se encuentra en el templo conventual de Santo Domingo, en el barrio de la Plaza Mayor de los Extramuros de Cáceres. Participa en la Semana Santa de dicha ciudad.
Es la heredera histórica de la "cofradía de los Santos Mártires", cuyas ordenanzas se conocen desde 1466. La actual cofradía fue fundada en 2006, tanto para participar en la Semana Santa como para mantener anualmente la romería de origen medieval que se celebra en enero en la ermita de los Santos Mártires del paseo Alto. En cuanto a su participación en la Semana Santa, procesiona el Lunes Santo por la tarde con dos pasos.

## Historia de la hermandad
La "cofradía de los Santos Mártires" era una cofradía de origen medieval, que existió en la antigua villa de Cáceres durante varios siglos y tuvo su sede canónica en el templo conventual de Santo Domingo. Se conocen sus ordenanzas desde 1466, y su función era organizar en enero la romería de los Mártires, en la antigua ermita de los Mártires, que se ubicaba junto a la actual plaza de toros de la Era de los Mártires. En 1566, el concejo de Cáceres cedió a la cofradía el importe de las multas que se impusiesen a los ganaderos cuyas reses hubiera que guardar en el corral concejo de la villa, lo que sirvió para garantizar económicamente su mantenimiento.
En julio de 1852 cuando se demolió la ermita para hacer pasar sobre ella la carretera nacional de Trujillo a Valencia de Alcántara. La expropiación sorprendió a la cofradía, que solo dos meses antes había realizado obras de reforma en el edificio, por lo que presentaron alegaciones en las que se oponían a la demolición basándose en la antigüedad y buen estado del edificio y su gran afluencia de devotos. El gobernador civil rechazó los argumentos y ordenó la demolición: de la ermita solamente quedaron los bienes muebles, que fueron guardados en la iglesia de Santo Domingo. Debido a la devoción que tenía la ermita en la ciudad, rápidamente los cofrades solicitaron terrenos al Ayuntamiento de Cáceres para reconstruirla en un lugar cercano, siéndoles cedido un terreno en el paseo Alto. La nueva ermita fue inaugurada el 20 de mayo de 1865 con una procesión en la que se trasladó la imagen de San Sebastián desde la iglesia de Santo Domingo.
Aunque la nueva ermita se construyó parcialmente con el justiprecio de la expropiación, las obras supusieron un gran gasto para la cofradía, debilitada económicamente por la desamortización. La cofradía acabó desapareciendo y en 1934 se celebró por última vez la romería. Para recuperar la fiesta, en 1980 se creó una pequeña hermandad dirigida por la maestra cacereña Juanita Franco, que recuperó la tradición. Sin embargo, había preocupación por la posibilidad de que esta pequeña hermandad solamente durase unos años, y se buscó la forma de fundar una asociación más grande. Debido al auge que estaba experimentando la Semana Santa en Cáceres en aquellos años, se decidió que lo más sencillo era encargar la celebración a una cofradía de Semana Santa, varias de las cuales estaban en proceso de fundación.
La Franciscana Hermandad Penitencial y Cofradía de Nazarenos de Ntro. Padre Jesús de la Salud en su Injusta Sentencia, María Stma. de la Estrella y Seráfico Padre San Francisco de Asís se funda el 6 de noviembre de 2006, teniendo como sede canónica el Templo Conventual de Santo Domingo. El Lunes Santo de 2009 realiza su primera procesión con el Señor de la Salud, portado a costal, presidiendo un paso que en años sucesivos se va completando para representar el misterio de la Sentencia de Cristo.
Desde sus primeros años realizaron sus ensayos de costaleros desde la ermita de los Mártires, participando en la Festividad a los Santos Mártires cada mes de enero. Es en 2015, con el fallecimiento de Juanita Franco, cuando la cofradía pasó a hacerse cargo de toda la organización de la romería y festividad, heredando así una tradición de cinco siglos.
Desde ese año en adelante trabajan arduamente en restaurar la ermita realizando alrededor de ella varias de sus romerías como es la fiesta de la Cruz de Mayo, el segundo domingo del mes de mayo, o la de San Francisco de Asís en octubre. 
Estas restauraciones permiten depositar allí las imágenes secundarias del misterio de la sentencia así como permitir, por vez primera en siglos, la apertura de la ermita al culto.
Desde sus inicios celebran la festividad de la Cruz de Mayo con una tradicional cruz de flores en los alrededores del Templo de Santo Domingo, es en 2016 con la creación del grupo joven que potencia la fiesta de la cruz realizando una procesión en unas pequeñas parihuelas que portan los costaleros más jóvenes de la hermandad, precede a ello una misa joven y termina con una romería en el paseo Alto.
En 2009 celebran junto a la comunidad franciscana la procesión extraordinaria de San Francisco de Asís por el 800 aniversario de la orden franciscana, a raíz de este acontecimiento y por su fuerte conexión con la orden deciden que el Seráfico Padre San Francisco de Asís sea cotitular de la hermandad, ayudando esta hermandad en los actos y cultos en su honor en colaboración con la Fraternidad Franciscana "San Antonio de Padua" y toda la familia franciscana de Cáceres.
Siendo pues en 2010 cuando realiza su primera salida procesional el Seráfico Padre San Francisco de Asís sobre un pequeño paso sufragado por 10 hermanos, procesionaría así durante unos años de forma pública y durante otros en forma de procesión claustral, finalmente en 2022 vuelve a la procesión de forma pública con una romería en los alrededores de la ermita de los Mártires.
En 2019 se incorpora a la procesión el paso de María Stma. de la Estrella, titular mariana bendecida cinco años antes. y desde entonces se trabaja de forma constante para la realización de un paso de palio de estilo rococó al estilo que sigue la hermandad.
La Hermandad, que cuenta con una idiosincrasia y estética propias dentro de la Semana Santa cacereña, realiza cultos y actividades lúdicas, formativas y de caridad durante todo el año, no sólo vinculadas a la vertiente penitencial, contando con varias secciones dentro de la misma: Grupo Joven "Salud y Estrella", grupo de costura, llegando a tener más de 500 hermanos.

## Imaginería de la hermandad

### Nuestro Padre Jesús de la Salud

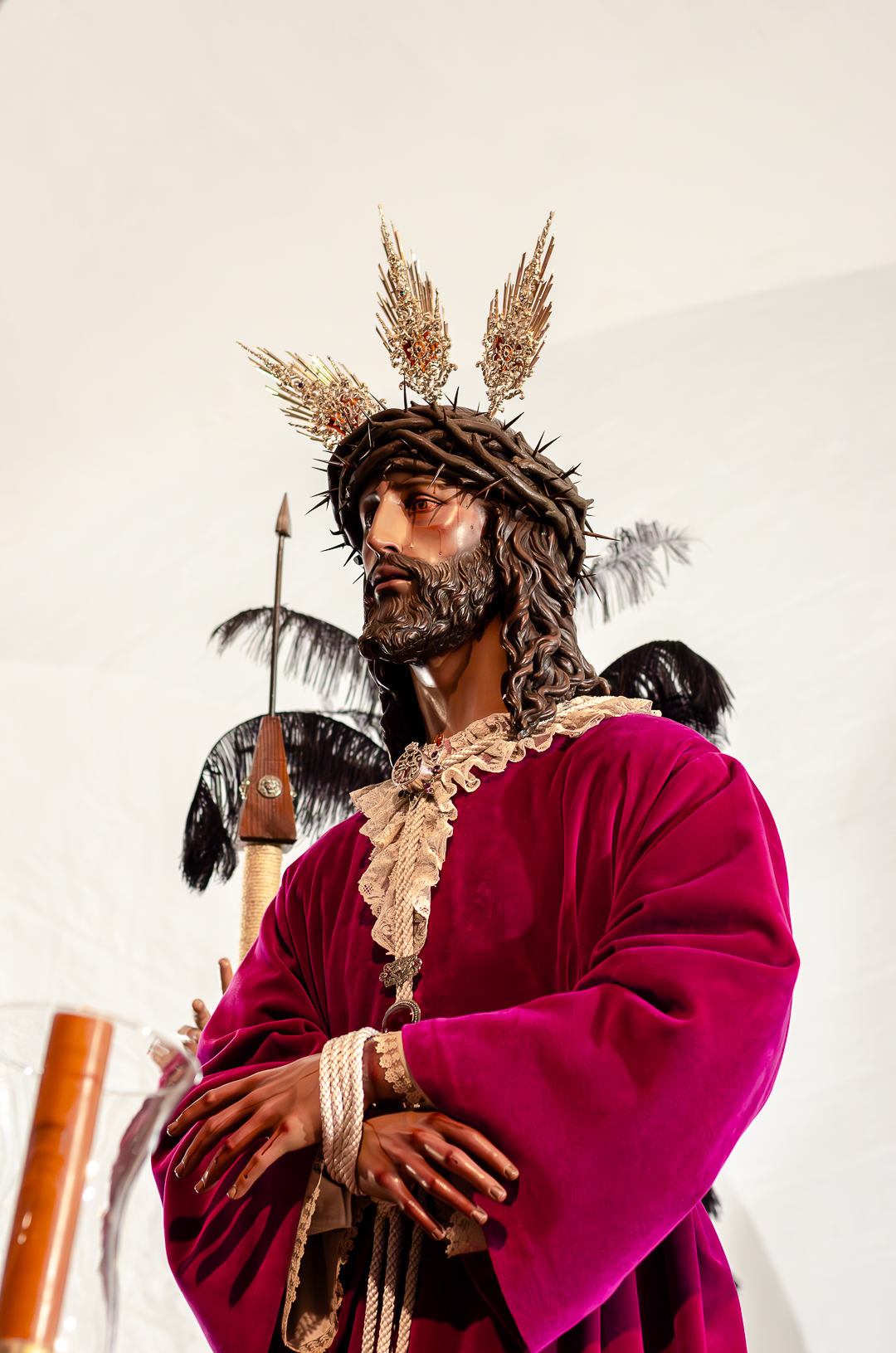
Nuestro Padre Jesús de la Salud en su injusta sentencia

Ntro. Padre Jesús de la Salud en su injusta sentencia es una talla realizada en madera de cedro por el imaginero Rafael Martín Hernández, de Mairena del Aljarafe (Sevilla) España de estilo Neobarroco Andaluz. Se presenta de pie, con una altura de 1,84 m.
En su cara se pueden divisar lágrimas, y su pelo está recogido por un coletero como a la vieja usanza judía.
Su peana representa el empedrado de la ciudad monumental de Cáceres, donde en su parte posterior podemos leer "CARITAS, IVSTITIA ET SALVS"
Representa al Señor en el momento de escuchar y tomar conciencia de su destino a través de su sentencia de muerte, dictaminada por el gobernador de Judea, Poncio Pilatos. 
Fue intervenido para una pequeña restauración en 2011 por su propio autor donde se modificó gran parte de la barba y se acentuó a la par que se potenció la expresividad de la santa imagen, dotándola en este momento de una corona de espinas en forma de casquete.

### María Santísima de la Estrella

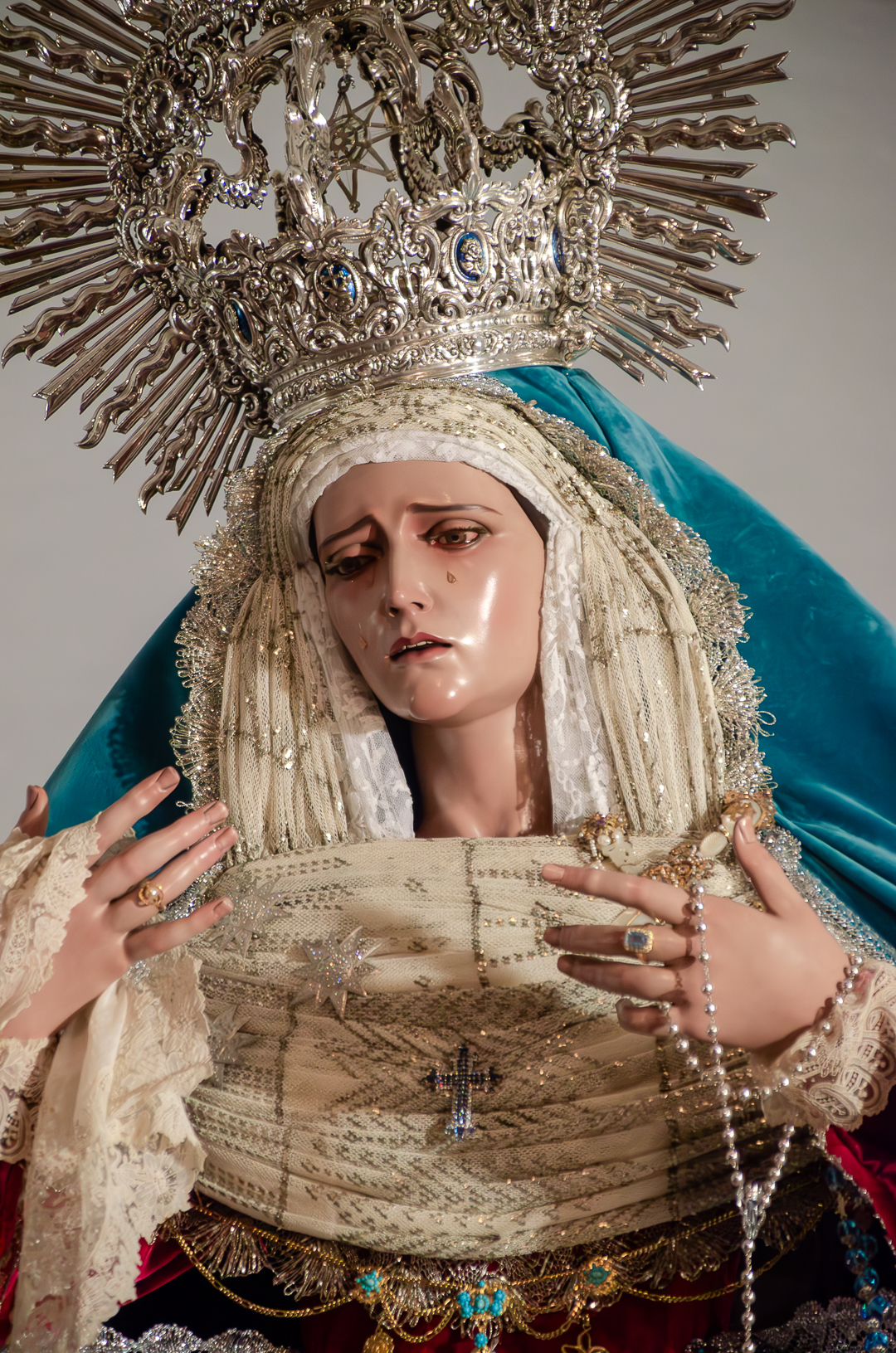
María Santísima de la Estrella

Es obra del imaginero cordobés José Antonio Cabello Montilla, de candelero para vestir, en madera de cedro policromada al óleo, con una altura de 1,70 m., bendecida y coronada litúrgicamente el 12 de octubre de 2014. 
Se trata de una Virgen con rasgos muy estilizados, enfatizando un dolor sereno y compungido, con la mirada baja y tres lágrimas. 
Como curiosidad su corona de procesión luce una pequeña estrella en referencia a la misma del Arco de la Estrella de Cáceres.
Su paso de palio diseñado por Álvaro Abril Vela, está siendo realizado de manera progresiva, inicialmente se incorporaron las jarras y actualmente se encuentra en proceso la realización de las piezas de candelería cuya primera tanda llegó en 2024. Esta imagen procesionó por primera vez en la Semana Santa de 2019.
En 2021, y de forma extraordinaria, culminó su Triduo anual con una pequeña procesión rezando la Corona Franciscana hacia la ermita de los Mártires.
En 2024 participa en la Procesión Magna Mariana en honor al I centenario de coronación de la Virgen de la Montaña.

### Misterio de la Sentencia
El misterio de la sentencia del Señor es un grupo escultórico que fue presentado en barro policromado por el escultor-imaginero Juan Bautista Jiménez Rosa, natural de Puente Genil y licenciado en Bellas Artes por la Universidad de Sevilla. Se compondrá de 9 imágenes: Jesús de la Salud, judío sanedrita, dos soldados romanos, barrabás, esclavo etíope, sirvienta, Claudia Prócula y Poncio Pilatos.
Debido a la inmensa cantidad de imágenes y al gran número de proyectos en los que esta inmerso la hermandad esta ha intentado traer imágenes periódicamente.
La primera imagen en llegar fue Poncio Pilatos, obra del imaginero Rafael Martín Hernández representa a Poncio Pilatos acallando al pueblo con su mano derecha mientras que con la izquierda ordena la sentencia del Señor.
La segunda imagen en incorporarse al paso fue el soldado romano con el INRI en la mano, obra del escultor onubense, afincado en Sevilla, David Valenciano Larios, fue realizada en el año 2005 y adquirido en 2011 de la Hermandad de la Salud de Huelva.
El resto de imágenes que se han ido incorporando al paso, judío sanedrita y Claudia Prócula, son obra de Juan Bautista Jiménez Rosa.
Durante unos años la hermandad, para hacer frente a la salida de su titular mariana, frena el proyecto de paso de misterio no es hasta el 6 de mayo de  2024 cuando, por petición popular de los hermanos, la hermandad vuelve a su proyecto de misterio encargando a Juan Bautista Jiménez Rosa la realización del esclavo etíope que sostiene la palangana con la que Pilatos posteriormente lavará sus manos. 

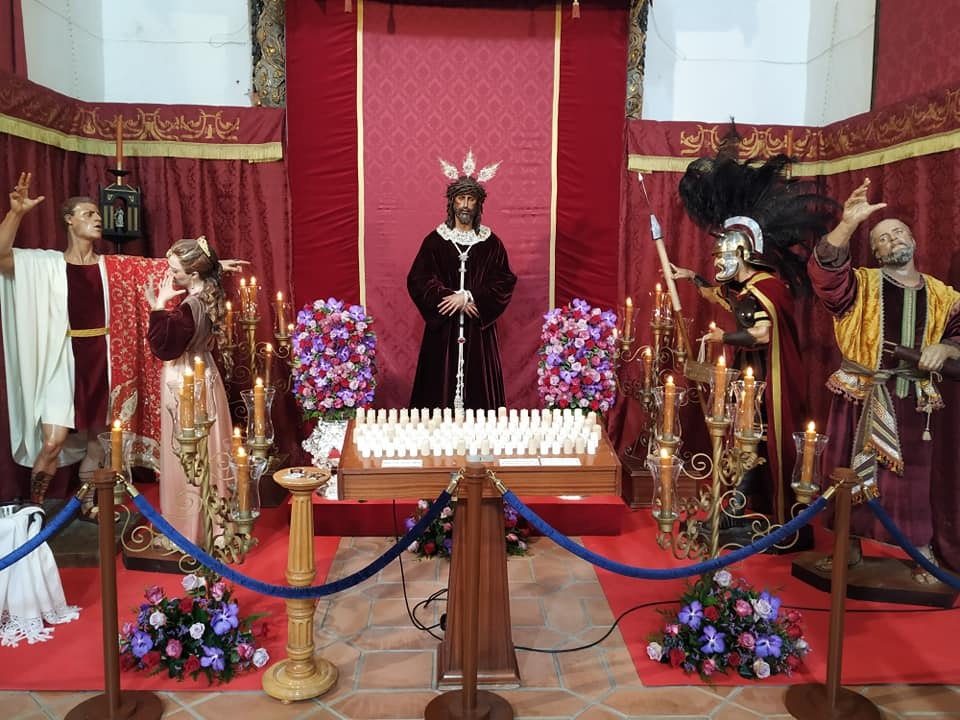
Misterio de la sentencia de Cristo expuesto en el año 2021

## Procesión
La hermandad cuenta con más de 600 hermanos entre costaleros, cuerpo de acólitos y niños. Desde sus inicios la hermandad ha puesto especial interés en formar a su cuerpo de acólito para sus cultos externos e internos.

#### Hábito
Para el hermano de escolta adulto: Túnica color blanco con botonadura forrada de terciopelo morado, ceñida con cordón y corona franciscanos. Zapatos y calcetines negros. Capirote de terciopelo morado con el emblema de la Cofradía en el delantal y capa blanca talar con el escudo de la Hermandad a la altura del húmero izquierdo.
Para los niños: Túnica color blanco con botonadura forrada de terciopelo morado, ceñido con cordón y corona franciscanos. Zapatos y calcetines negros. Capelina morada con el escudo de la Hermandad o bien hábito de monaguillo con sotana marrón franciscana y roquete.

### Procesión de la Salud (o procesión de Salud y Estrella)
Consiste en la estación de penitencia de la hermandad hacia el Convento de Santa Clara. Durante la procesión las mantillas acompañando a la virgen, los niños monaguillos repartiendo estampa o los nazarenos con cirios acompañan a sus titulares en la tarde-noche del Lunes Santo cacereño en un cortejo cada vez más extenso. Como dato de interés la hermandad realiza, como es habitual en Semana Santa, un acto de saludo en la Iglesia de San Juan a la Cofradía de los Ramos.

#### Pasos
- Ntro. Padre Jesús de la Salud en su Injusta Sentencia
- María Santísima de la Estrella

#### Itinerario
Templo Conventual de Santo Domingo, Santo Domingo, plaza de la Concepción, Moret, Pintores, plaza de San Juan, Roso de Luna, Donoso Cortés, Pizarro, Soledad, Hornos, de Gallegos, corredera alta de San Juan, Gran Vía, plaza Mayor, General Ezponda, Ríos Verdes, Andrada y Templo Conventual de Santo Domingo.

#### Acompañamiento musical
- Agrupación Musical Ntro. Padre Jesús Nazareno de Jerez de los Caballeros (Badajoz)
- Banda Municipal de Música de Zafra (Badajoz)

## Sagradas Reliquias de la Hermandad
La hermandad desde 2011 posee dos reliquias de primer grado, la del Seráfico Padre San Francisco de Asís y la de Santa Clara de Asís, la primera de ellas es llevada en la procesión de octubre sobre el paso de San Francisco mientras que la otra recibe culto junto a María Stma. de la Estrella en el mes de noviembre.
En 2020 adquieren la reliquia de San Junípero, también poseen un fragmento óseo de San Sebastián Mártir así como de San Jorge, patrón de la ciudad; por último la hermandad también posee una reliquia ex-lintesis del Santo Carlo Acutis.
Todas las reliquias reciben su culto durante el Solemne Triduo en honor a María Santísima de la Estrella que la hermandad realiza cada mes de noviembre en recuerdo a la festividad de las sagradas reliquias.

## Patrimonio musical
La hermandad ha recibido varias piezas musicales desde su creación, en gran parte gracias al compositor, músico y director Raúl Martin Cruzado, el cual ha dejado grandes obras en la ciudad para diferentes hermandades.

### Para cornetas y tambores
- Trabajaderas de Salud (2015)

### Para agrupación musical
- Salud de Santo Domingo (2013)
- A ti, Madre de la Estrella (2017)
- Tú eres nuestra salud (2019)
- Caridad, Justicia y Salud (2024)

### Para banda de música
- Estrella, luz del alma mía (2024)

### Orquestación
- Padre Nuestro de la Salud

## Cultos y celebraciones
En cuanto a las celebraciones cultuales que organiza la Cofradía destacamos algunos actos que se han ido añadiendo con el paso de los años:
- Romería y Fiesta en honor a los Santos Mártires, San Sebastián y San Fabián.[16][17]
- Solemne Vía Crucis en honor de Ntro. Padre Jesús de la Salud en su Injusta Sentencia, se celebra el primer sábado de Cuaresma
- Solemne besamano en honor a Ntro. Padre Jesús de la Salud, se celebra el segundo fin de semana de Cuaresma
- Solemne Quinario en honor a Ntro. Padre Jesús de la Salud, se celebra en la tercera semana de Cuaresma finalizando el domingo con Función Principal de la hermandad.
- Cruz de Mayo, celebrada el segundo domingo de mes de mayo y organizada por el grupo joven[18][19]
- Novena en honor al Seráfico Padre San Francisco de Asís en colaboración con la Fraternidad Franciscana "San Antonio de Padua" y Cofradía de los Estudiantes[8]
- Procesión en honor a San Francisco de Asís[20]
- Solemne Triduo en honor a María Santísima de la Estrella, se celebra según sus Reglas en la segunda semana del mes de noviembre
- Devoto besamanos en honor a María Santísima de la Estrella [21]